# Дискографія Winner
Південнокорейський бой-бенд Winner випустив чотири студійних альбоми, чотири мініальбоми, три сингл-альбоми та дванадцять синглів.

## Альбоми

### Студійні альбоми
| Назва | Деталі альбому | Пікові позиції у чартах | Пікові позиції у чартах | Пікові позиції у чартах | Пікові позиції у чартах | Пікові позиції у чартах | Пікові позиції у чартах | Продажі                                                |
| Назва | Деталі альбому | KOR                     | FRA Digital             | JPN                     | JPN                     | US Heat                 | US World                | Продажі                                                |
| Назва | Деталі альбому | KOR                     | FRA Digital             | Oricon                  | Hot                     | US Heat                 | US World                | Продажі                                                |
| Корейські | Корейські | Корейські               | Корейські               | Корейські               | Корейські               | Корейські               | Корейські               | Корейські                                              |
| --- | --- | ----------------------- | ----------------------- | ----------------------- | ----------------------- | ----------------------- | ----------------------- | ------------------------------------------------------ |
| 2014 S/S | - Реліз: 12 серпня 2014 - Лейбл: YG Entertainment, YGEX - Формат: CD, цифрове завантаження | 1                       | *                       | 2                       | *                       | 6                       | 1                       | - Південна Корея: 92,897 - Японія: 40,835 - США: 1,000 |
| Everyday | - Реліз: 4 квітня 2018 - Лейбл: YG Entertainment, YGEX - Формат: CD, цифрове завантаження | 1                       | 146                     | 5                       | 4                       | —                       | 6                       | - Південна Корея: 124,264 - Японія: 36,991             |
| Remember | - Реліз: 9 квітня 2020 - Лейбл: YG Entertainment - Формат: CD, цифрове завантаження | 3                       | *                       | —                       | 30                      | —                       | —                       | - Південна Корея: 113,346                              |
| Японські | |                         |                         |                         |                         |                         |                         |                                                        |
| Our Twenty For | - Реліз: 7 лютого 2018 - Лейбл: YGEX - Формат: CD, цифрове завантаження Трек-лист 1. REALLY REALLY 2. FOOL 3. ISLAND 4. LOVE ME LOVE ME 5. RAINING 6. HAVE A GOOD DAY 7. REALLY REALLY -KR Ver.- 8. FOOL -KR Ver.- 9. ISLAND -KR Ver.- 10. LOVE ME LOVE ME -KR Ver.- | —                       | *                       | 5                       | 6                       | —                       | —                       | - Японія: 24,009                                       |
| «—» релізи, що не потрапили у чарти або не були випущені у відповідних регіонах. Нотатка: Billboard Japan Hot Albums вперше вийшов у червні 2015. | |                         |                         |                         |                         |                         |                         |                                                        |

### Збірки
| Назва                    | Деталі альбому                                                           | Пікові позиції у чартах | Продажі         |
| Назва                    | Деталі альбому                                                           | JPN                     | Продажі         |
| ------------------------ | ------------------------------------------------------------------------ | ----------------------- | --------------- |
| Winner The Best Song 4 U | - Реліз: 12 лютого 2020 - Лейбл: YGEX - Формат: CD, цифрове завантаження | 11                      | - Японія: 5,768 |

### Концертні альбоми
| Назва                                  | Деталі альбому                                                                       | Пікові позиції у чартах | Продажі                 |
| Назва                                  | Деталі альбому                                                                       | KOR                     | Продажі                 |
| -------------------------------------- | ------------------------------------------------------------------------------------ | ----------------------- | ----------------------- |
| 2016 Winner Exit Tour In Seoul Live CD | - Реліз: 1 серпня 2016 - Лейбл: YG Entertainment - Формат: CD, цифрове завантаження  | 4                       | - Південна Корея: 3,705 |
| Winner 2019 Cross Tour In Seoul        | - Реліз: 27 травня 2020 - Лейбл: YG Entertainment - Формат: CD, цифрове завантаження | —                       | Н/Д                     |

### Сингл-альбоми
| Назва                                                                            | Деталі альбому                                                                       | Пікові позиції у чартах | Пікові позиції у чартах | Пікові позиції у чартах | Продажі                                    |
| Назва                                                                            | Деталі альбому                                                                       | KOR                     | FRA Digital             | JPN                     | Продажі                                    |
| -------------------------------------------------------------------------------- | ------------------------------------------------------------------------------------ | ----------------------- | ----------------------- | ----------------------- | ------------------------------------------ |
| Fate Number For                                                                  | - Реліз: 4 квітня 2017 - Лейбл: YG Entertainment - Формат: CD, цифрове завантаження  | 2                       | *                       | 7                       | - Південна Корея: 66,494+ - Японія: 20,196 |
| Our Twenty For                                                                   | - Реліз: 4 серпня 2017 - Лейбл: YG Entertainment - Формат: CD, цифрове завантаження  | 3                       | 46                      | —                       | - Південна Корея: 57,990                   |
| Millions                                                                         | - Реліз: 19 грудня 2018 - Лейбл: YG Entertainment - Формат: CD, цифрове завантаження | 3                       | *                       | —                       | - Південна Корея: 60,892                   |
| «—» релізи, що не потрапили у чарти або не були випущені у відповідних регіонах. |                                                                                      |                         |                         |                         |                                            |

## Мініальбоми
| Назва                                                                            | Деталі альбому                                                                             | Пікові позиції у чартах | Пікові позиції у чартах | Пікові позиції у чартах | Пікові позиції у чартах | Пікові позиції у чартах | Пікові позиції у чартах | Пікові позиції у чартах | Продажі                                    |
| Назва                                                                            | Деталі альбому                                                                             | KOR                     | FRA Digital             | JPN                     | JPN                     | US Heat                 | US Indie                | US World                | Продажі                                    |
| Назва                                                                            | Деталі альбому                                                                             | KOR                     | FRA Digital             | Oricon                  | Hot                     | US Heat                 | US Indie                | US World                | Продажі                                    |
| -------------------------------------------------------------------------------- | ------------------------------------------------------------------------------------------ | ----------------------- | ----------------------- | ----------------------- | ----------------------- | ----------------------- | ----------------------- | ----------------------- | ------------------------------------------ |
| Exit : E                                                                         | - Реліз: 1 лютого 2016 - Лейбл: YG Entertainment - Формат: CD, цифрове завантаження        | 1                       | *                       | 63                      | *                       | 17                      | 3                       | 2                       | - Південна Корея: 87,553 - Японія: 4,321   |
| We                                                                               | - Реліз: 15 травня 2019 - Лейбл: YG Entertainment, YGEX - Формат: CD, цифрове завантаження | 1                       | 109                     | 4                       | 4                       | —                       | —                       | 6                       | - Південна Корея: 129,932 - Японія: 37,221 |
| Cross                                                                            | - Реліз: 23 жовтня 2019 - Лейбл: YG Entertainment - Формат: CD, цифрове завантаження       | 4                       | 128                     | 85                      | —                       | —                       | —                       | 12                      | - Південна Корея: 106,537 - Японія: 1,341  |
| Holiday                                                                          | - Реліз: 5 липня 2022 - Лейбл: YG Entertainment - Формат: CD, цифрове завантаження         | 5                       | *                       | 49                      | 53                      | —                       | —                       | —                       | - Південна Корея: 203,179 - Японія: 2,291  |
| «—» релізи, що не потрапили у чарти або не були випущені у відповідних регіонах. |                                                                                            |                         |                         |                         |                         |                         |                         |                         |                                            |

## Сингли
| Назва | Рік                | Пікові позиції у чартах | Пікові позиції у чартах | Пікові позиції у чартах | Продажі                     | Альбом             |
| Назва | Рік                | KOR                     | KOR                     | US World                | Продажі                     | Альбом             |
| Назва | Рік                | Gaon                    | Hot                     | US World                | Продажі                     | Альбом             |
| До дебюту (Team A) | До дебюту (Team A) | До дебюту (Team A)      | До дебюту (Team A)      | До дебюту (Team A)      | До дебюту (Team A)          | До дебюту (Team A) |
| --- | ------------------ | ----------------------- | ----------------------- | ----------------------- | --------------------------- | ------------------ |
| «Just Another Boy» | 2013               | 41                      | 82                      | —                       | - Південна Корея: 42,005    | WIN: Final Battle  |
| «Go Up» | 2013               | 8                       | 31                      | —                       | - Південна Корея: 122,125   | WIN: Final Battle  |
| Після дебюту |                    |                         |                         |                         |                             |                    |
| «Empty» (공허해) | 2014               | 1                       | *                       | 4                       | - Південна Корея: 1,596,727 | 2014 S/S           |
| «Color Ring» (컬러링) | 2014               | 3                       | *                       | 24                      | - Південна Корея: 571,180   | 2014 S/S           |
| «Sentimental» (센치해) | 2016               | 4                       | *                       | —                       | - Південна Корея: 733,350   | Exit: E            |
| «Baby Baby» | 2016               | 6                       | *                       | —                       | - Південна Корея: 272,025   | Exit: E            |
| «Really Really» | 2017               | 1                       | 10                      | 3                       | - Південна Корея: 2,500,000 | Fate Number For    |
| «Fool» | 2017               | 6                       | *                       | 4                       | - Південна Корея: 236,662   | Fate Number For    |
| «Love Me Love Me» | 2017               | 5                       | 17                      | 4                       | - Південна Корея: 541,097   | Our Twenty For     |
| «Island» | 2017               | 16                      | 62                      | 3                       | - Південна Корея: 193,114   | Our Twenty For     |
| «Everyday» | 2018               | 2                       | 3                       | 10                      | Н/Д                         | Everyday           |
| «Millions» | 2018               | 2                       | 2                       | 5                       |                             | Millions           |
| «Ah Yeah» (아예) | 2019               | 5                       | 5                       | 9                       | Н/Д                         | We                 |
| «Soso» | 2019               | 75                      | —                       | —                       | Н/Д                         | Cross              |
| «Hold» (뜸) | 2020               | 21                      | 16                      | 15                      | Н/Д                         | Remember           |
| «Remember» | 2020               | 42                      | 23                      | —                       | Н/Д                         | Remember           |
| «I Love U» | 2022               | 24                      | *                       | —                       | Н/Д                         | Holiday            |
| «—» релізи, що не потрапили у чарти або не були випущені у відповідних регіонах. «*» відмічено чарти, які не існували на момент релізу. |                    |                         |                         |                         |                             |                    |

## Інші пісні у чартах
| Назва                                                                            | Рік  | Пікові позиції у чартах | Пікові позиції у чартах | Продажі                      | Альбом   |
| Назва                                                                            | Рік  | KOR                     | KOR                     | Продажі                      | Альбом   |
| Назва                                                                            | Рік  | Gaon                    | Hot                     | Продажі                      | Альбом   |
| -------------------------------------------------------------------------------- | ---- | ----------------------- | ----------------------- | ---------------------------- | -------- |
| «Don't Flirt» (끼부리지마)                                                       | 2014 | 9                       | *                       | - Південна Корея: 1,031,070+ | 2014 S/S |
| «Different»                                                                      | 2014 | 17                      | *                       | - Південна Корея: 316,461+   | 2014 S/S |
| «Love Is a Lie» (척)                                                             | 2014 | 20                      | *                       | - Південна Корея: 163,144+   | 2014 S/S |
| «But» (사랑하지마)                                                               | 2014 | 21                      | *                       | - Південна Корея: 190,428+   | 2014 S/S |
| «Tonight» (이 밤)                                                                | 2014 | 25                      | *                       | - Південна Корея: 147,929+   | 2014 S/S |
| «Smile Again»                                                                    | 2014 | 29                      | *                       | - Південна Корея: 131,854+   | 2014 S/S |
| «Immature» (철없어)                                                              | 2016 | 14                      | *                       | - Південна Корея: 80,702+    | Exit: E  |
| «Air»                                                                            | 2018 | 50                      | 26                      | Н/Д                          | Everyday |
| «We Were» (예뻤더라)                                                             | 2018 | 92                      | 34                      | Н/Д                          | Everyday |
| «Hello» (여보세요)                                                               | 2018 | 93                      | 35                      | Н/Д                          | Everyday |
| «La La»                                                                          | 2018 | 99                      | 38                      | Н/Д                          | Everyday |
| «For»                                                                            | 2018 | —                       | 38                      | Н/Д                          | Everyday |
| «Raining»                                                                        | 2018 | —                       | 42                      | Н/Д                          | Everyday |
| «Zoo» (동물의 왕국)                                                              | 2019 | 112                     | —                       | Н/Д                          | We       |
| «First Love» (2019) (첫사랑)                                                     | 2019 | 113                     | —                       | Н/Д                          | We       |
| «Mola» (몰라도 너무 몰라)                                                        | 2019 | 126                     | —                       | Н/Д                          | We       |
| «Boom»                                                                           | 2019 | 145                     | —                       | Н/Д                          | We       |
| «—» релізи, що не потрапили у чарти або не були випущені у відповідних регіонах. |      |                         |                         |                              |          |

## Відеографія

### Відеоальбоми
| Epilogue Win's Edition DVD [The 100 Days' Journey]                               | - Реліз: 11 березня 2014 - Лейбл: YG Entertainment - Формат: DVD | *  | Н/Д             |
| Winner TV DVD [Episode Collection]                                               | - Реліз: 29 серпня 2014 - Лейбл: YG Entertainment - Формат: DVD  | *  | Н/Д             |
| Японські                                                                         |                                                                  |    |                 |
| Winner's Welcoming Collection DVD [Good Bye 2014 x Welcoming 2015]               | - Реліз: 28 січня 2015 - Лейбл: YGEX - Формат: DVD               | 11 | Н/Д             |
| Winner Japan Tour 2015                                                           | - Реліз: 25 травня 2016 - Лейбл: YGEX - Формат: DVD, Blu-ray     | 4  | - Японія: 6,553 |
| 2016 Winner Exit Tour in Japan                                                   | - Реліз: 14 грудня 2016 - Лейбл: YGEX - Формат: DVD, Blu-ray     | 6  | - Японія: 2,267 |
| Winner Japan Tour 2018 We'll Always Be Young                                     | - Реліз: 5 вересня 2018 - Лейбл: YGEX - Формат: DVD, Blu-ray     | 3  | - Японія: 2,503 |
| «—» релізи, що не потрапили у чарти або не були випущені у відповідних регіонах. |                                                                  |    |                 |

### Музичні кліпи
| Рік  | Назва             | Режисер(и)     | Тр.  | Прим.  |
| ---- | ----------------- | -------------- | ---- | ------ |
| 2014 | «Empty»           | Seo Hyun-seung | 4:07 |        |
| 2014 | «Color Ring»      | Dee Shin       | 4:24 |        |
| 2016 | «I'm Young»       | Dee Shin       | 5:40 | [ 64 ] |
| 2016 | «Sentimental»     | Digipedi       | 3:43 | [ 65 ] |
| 2016 | «Baby Baby»       | Fantazy Lab    | 5:05 | [ 66 ] |
| 2017 | «Really Really»   | Dave Meyers    | 3:40 | [ 67 ] |
| 2017 | «Fool»            | Jinooya Makes  | 3:54 | [ 68 ] |
| 2017 | «Love Me Love Me» | Oui Kim        | 3:42 | [ 69 ] |
| 2017 | «Island»          | Jinooya Makes  | 3:36 | [ 70 ] |
| 2018 | «Everyday»        | Dave Meyers    | 3:34 | [ 71 ] |
| 2018 | «Millions»        | Seo Hyun-seung | 3:36 |        |
| 2019 | «Ah Yeah»         | Seo Hyun-seung | 3:11 |        |
| 2019 | «Soso»            | Kwon Yong Soo  | 3:55 | [ 72 ] |
| 2020 | «Hold»            | HATTRICK       | 4:19 | [ 73 ] |
| 2020 | «Remember»        | Kwon Yong Soo  | 4:14 | [ 74 ] |
| 2022 | «I LOVE U»        | Kwon Yong Soo  | 3:10 | [ 75 ] |

## Нотатки
1. ↑  Японські продажі EVERD4Y[11][12][13].
2. ↑  Японські продажі WE[32][33][34][35].
3. ↑  Продажі корейських синглів наведено згідно цифрових завантажень, а японських згідно фізичних продажів, якщо не зазначено інше.